# Wilson Roriz
Wilson Roriz (Jardim, 15 de maio de 1918 – Fortaleza, 20 de maio de 1974) foi um advogado e político brasileiro, outrora deputado federal pelo Ceará.

## Dados biográficos
Filho de Antônio Roriz e Júlia Couto Roriz. Advogado formado na Universidade Federal do Ceará em 1942, elegeu-se deputado estadual pelo PSD em 1958 após figurar como suplente em duas ocasiões. Em 1962 foi eleito deputado federal e quando o Regime Militar de 1964 outorgou o bipartidarismo via Ato Institucional Número Dois, filiou-se à ARENA e figurou como primeiro suplente em 1966. Efetivado depois da morte de Walter Sá em 1967, amargou mais uma derrota no pleito seguinte. A convite do governador César Cals foi secretário de Assuntos Extraordinários, falecendo no exercício deste cargo.
Seu irmão, Claudionor Roriz, foi eleito senador por Rondônia em 1982.